# Polarisation (astronomie)
Pour les articles homonymes, voir polarisation.
La polarisation de la lumière en astronomie est observée dans la lumière des étoiles.
Bien que le rayonnement thermique intégré d'une étoile ne soit pas généralement polarisé à la source, la poussière interstellaire peut être alignée par un champ magnétique, lui imposant ainsi, sur de grandes distances, une polarisation via un phénomène de diffusion. Les données de polarisation permettent alors de retracer les champs magnétiques interstellaires.
Il est également possible que la lumière soit polarisée à la source, si la photosphère est asymétrique, via la polarisation de limbe. Pour les étoiles de type Ap, une polarisation planaire émanant directement de la source est observée.

## Historique
La polarisation de la lumière en astronomie a été observée dans la lumière des étoiles par les astronomes William Hiltner et John S. Hall en 1949. Subséquemment, des théories développées par Jesse Greenstein et Leverett Davis, Jr. font de sorte qu'à partir des données de polarisation, il soit possible de retracer les champs magnétiques interstellaires. 

## Soleil
Pour ce qui est de la lumière du Soleil, des polarisations circulaire et linéaire (en) ont toutes deux été observées. La polarisation circulaire est en majeure partie due à des effets de transmission et absorption dans des régions fortement magnétiques de sa surface. Un autre mécanisme produisant ce type de polarisation est le mécanisme d'alignement à l'orientation.
La lumière du spectre solaire est polarisée linéairement à différents endroits de la surface, par effet de polarisation de limbe, mais considérées globalement, ces polarisations s'annulent entre elles. La polarisation linéaire dans les lignes spectrales (raies spectrales) provient habituellement de la diffusion anisotrope de photons sur des atomes et ions qui peuvent eux-mêmes devenir polarisés par cette interaction. Le spectre linéarisé du Soleil est souvent appelé spectre solaire secondaire.
L'effet Hanle fait que la polarisation atomique peut être modifiée par de faibles champs magnétiques, donc la polarisation des photons diffusés peut également être modifiée. Ceci fournit un outil pour l'étude des champs magnétiques stellaires.

## Autres sources astronomiques

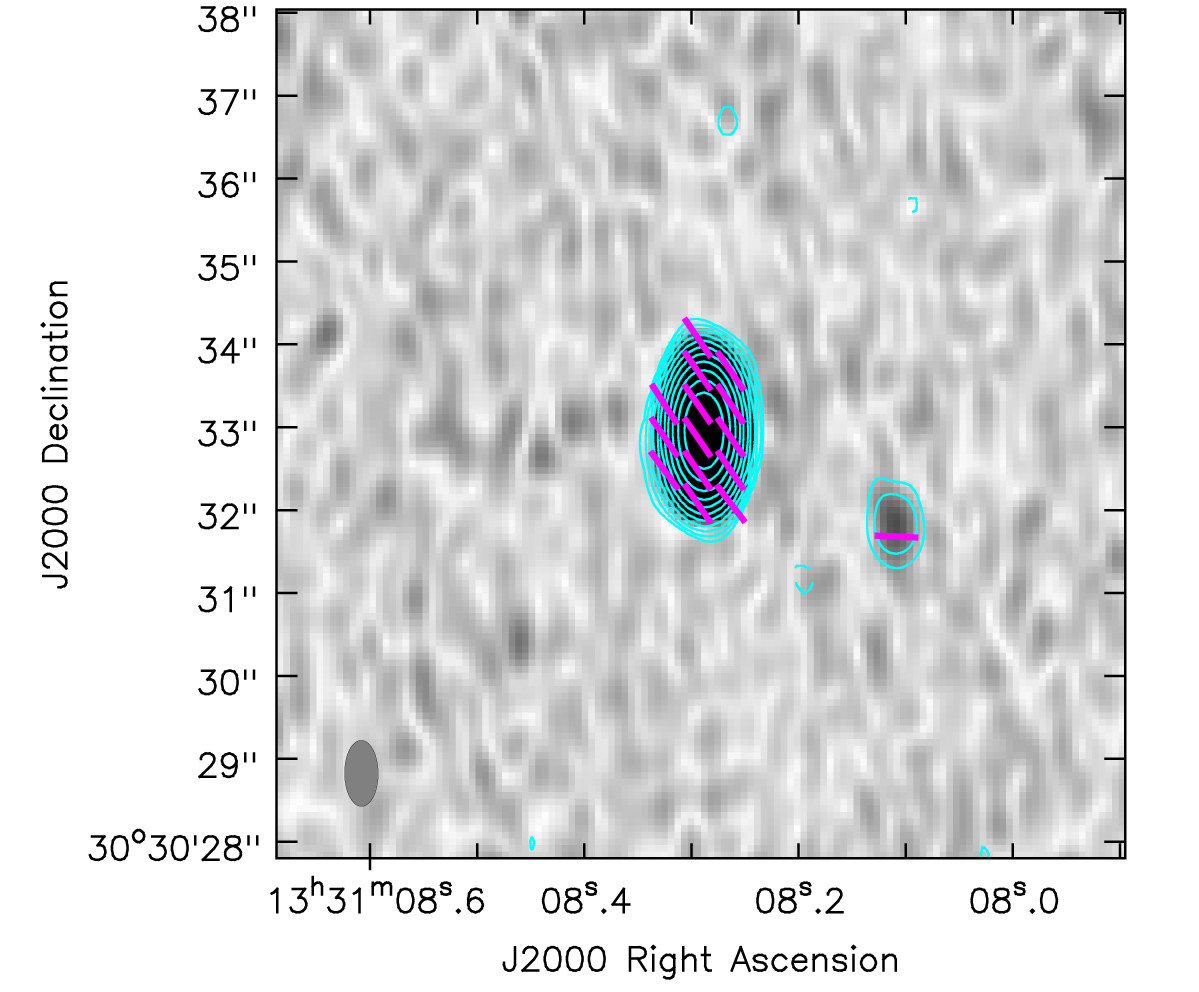
La direction de polarisation (barres en violet) dans le quasar 3C 286 mesuré par ALMA.

Des sources de radiation astronomiques de lumière cohérente démontrent aussi de la polarisation, par exemple dans les masers astronomiques d'hydroxyle ou de méthanol, ainsi que de lumière incohérente, par exemple dans les galaxies actives et la radiation radio des pulsars (dont on spécule toutefois la cohérence). En plus de fournir de l'information sur l'émission de radiation et leur diffusion, la polarisation sonde le champ magnétique interstellaire dans notre galaxie ainsi que dans les radiogalaxies via l'effet Faraday.
La polarisation du fond diffus cosmologique est aussi utilisée pour étudier la physique du tout début de l'univers,. 

## Possible conséquence
Il est suggéré que les sources astronomiques de lumière polarisée sont responsables de la chiralité des molécules biologiques sur Terre.